# Мост Пули
Мост Пули или Мост Пулихэ (кит. 普立特大桥) — мост, пересекающий каньон Пули реки Гесян, расположенный на территории городского округа Цюйцзин; 22-й по длине основного пролёта висячий мост в Китае; 3-й по высоте над пересекаемой преградой мост в мире (3-й в Китае). Является частью скоростной автодороги G56 Ханчжоу — Руили.

## Характеристика
Мост пересекающий каньон Пули реки Гесян на территории городского уезда Сюаньвэй городского округа Цюйцзин, между горой Соншан на севере и рекой Циншуйхэ (приток Бэйпаньцзян) на юге.
Длина — 1040 м. Представляет собой висячий мост с основным пролётом длиной 628 м и две секции балочной конструкции с обеих сторон. Пролёты мостаː 4×40 + 628 + 6×40 м. Высота мостовых башенных опор 154 м. Мост Пули расположен на высоте 485 м над рекой Пули.
Имеет четыре полосы движения (по две в обе стороны).